# Iglesia de San Román (Les Bons)
La iglesia de San Román (en catalán: església de Sant Romà) es un templo situado sobre una roca que domina el conjunto medieval de Les Bons, en el país de Andorra. Constituye el elemento mejor conservado del conjunto.
Fue construida en los años centrales del siglo XII, inmediatamente antes de su consagración el 23 de enero de 1164.

## Descripción
La planta del templo es rectangular, de una única nave. Presenta la excepcionalidad en el románico andorrano de encontrarse cubierta mediante bóveda de cañón.
La iglesia de San Román conserva muestras de decoración propias del románico lombardo que se repiten igualmente en muchas otras iglesias de este estilo en el territorio del Principado: bandas y arcuaciones en el ábside; friso de dientes de sierra sobre la puerta de arco de medio punto, la cual se abre a los pies de la nave, orientada al Oeste. Sobre la pared de oriente se encuentra un campanario de espadaña con dos aberturas de medio punto para las campanas, sobre un porche construido en época posterior.

## Interior

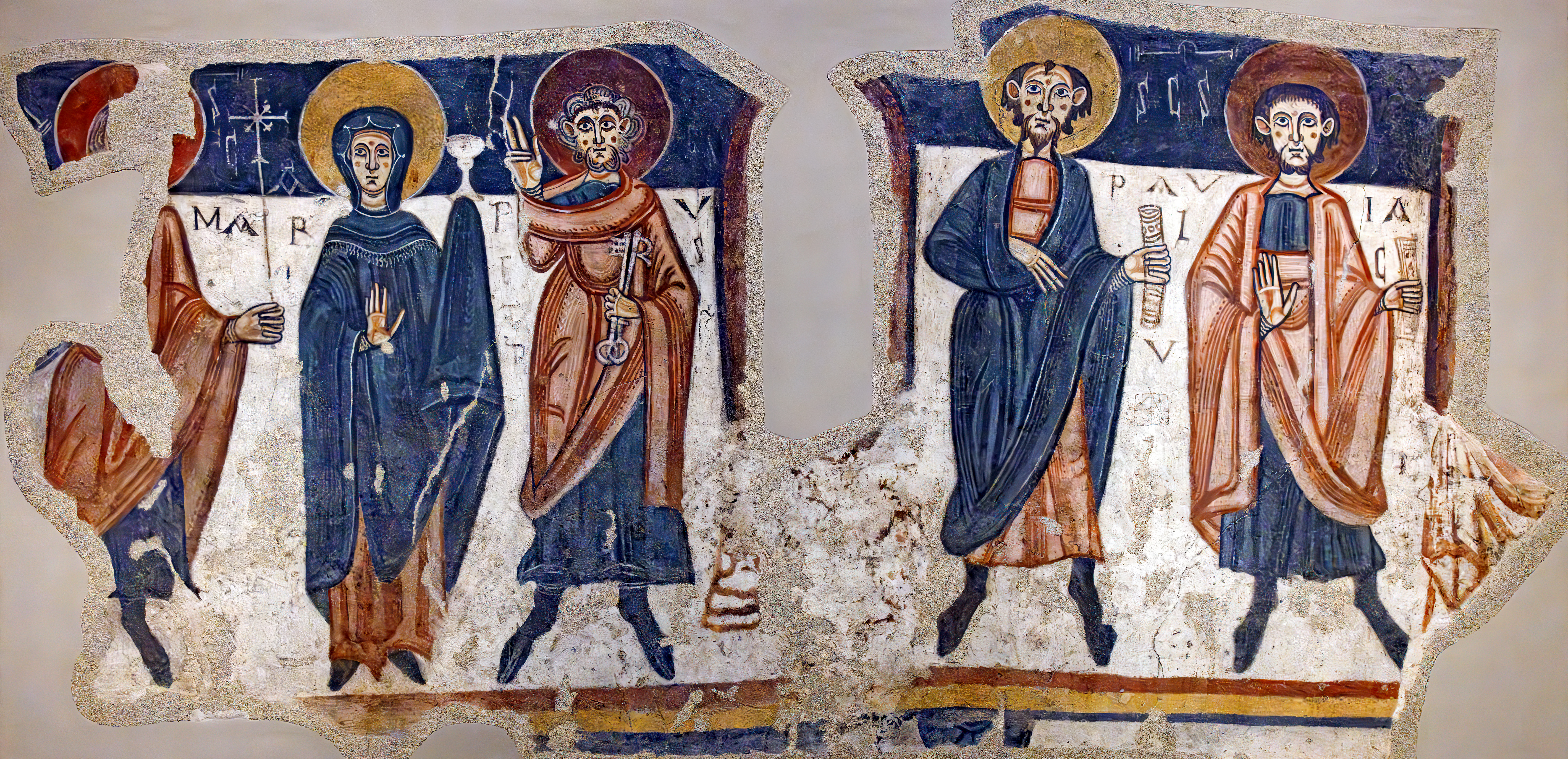
Apòstols de Sant Romà de les Bons Frescos originales MNAC

En el interior de la iglesia pueden disfrutarse de los restos de la decoración pictórica mural original de época románica, así como de una reproducción de los murales de dicha época que se encontraban en el ábside y que hoy se conservan en el Museo Nacional de Arte de Cataluña. También son destacables otras pinturas murales del siglo XVI de tradición gótica, un retablo gótico policromado sobre madera dedicado al santo titular (San Román de Antioquía), así como diferentes piezas de mobiliario de madera.